# ハイタム・アレーサミ
ハイタム・アレーサミ（Haitam Aleesami、アラビア語: هيثم العصامي、1991年7月31日 - ）は、ノルウェーとモロッコのサッカー選手。ノルウェー代表。ポジションはDF。

## クラブ歴
ホルムリアSKの下部組織でサッカーを始め、スケイド・フォトバルの下部組織に移った。2010年にオッドセンリーガエンに所属するスケイドのトップチームで選手初出場、翌年にはクラブの最優秀若手選手賞を受賞。
2012年8月にベンジャミン・ダール・ハーゲンがヴォレレンガ・フォトバルに復帰したため、彼はその後釜としてフレドリクスタFKに加入。5日のエリテセリエンデビュー戦ではタリク・エルユヌシの得点をアシストし、2-0での勝利に貢献した。
2014年8月18日に4年契約でアルスヴェンスカンのIFKヨーテボリとの契約にサイン、2015年のプレシーズンから合流した。
2016年8月8日にセリエBのUSチッタ・ディ・パレルモに完全移籍。
2019年7月にリーグ・アンのアミアンSCに完全移籍。

## 代表歴
2015年10月10日のUEFA EURO 2016予選・グループHのマルタ代表戦でノルウェー代表初出場。

## 家族
弟のアユブ・アレーサミもサッカー選手。